# Ochrilidia popovi
Ochrilidia popovi är en insektsart som beskrevs av Nicholas David Jago 1977. Ochrilidia popovi ingår i släktet Ochrilidia och familjen gräshoppor. Inga underarter finns listade i Catalogue of Life.